# Наукове знання
Наукове знання — система знань про закони природи, суспільства, мислення. Наукове знання є основою наукової картини світу, оскільки описує закони його розвитку.

## Сутність наукового знання
Наукове знання це:
- когнітивна основа людської діяльності;
- соціально обумовлена діяльність,
- знання, що має різний ступінь імовірності.

## Емпіричний і теоретичний рівні
Наукове знання зазвичай розглядається на двох рівнях — емпіричному і теоретичному. Кожен з цих рівнів послуговується особливими методами дослідження та має різне значення для наукового знання загалом.

### Емпіричне знання
Емпіричне знання накопичується внаслідок безпосереднього контакту з реальністю при спостереженні або експерименті. Загалом наука спирається на твердо встановлені факти, що були отримані емпіричним, тобто дослідним, шляхом. На емпіричному рівні відбувається накопичення фактів, їх первинна систематизація і класифікація. Емпіричне знання уможливлює формулювання емпіричних правил, закономірностей і законів, які статистично виводяться зі спостережуваних явищ.
Основні методи емпіричного знання це:
- Експеримент — спостереження за об'єктами та явищами в контрольованих або штучно створених умовах з метою виявлення їхніх істотних характеристик;

- Спостереження — цілеспрямоване сприйняття явищ об'єктивної дійсності без внесення змін в реальність, що досліджується;

- Вимірювання — виявлення кількісних характеристик досліджуваної реальності. В результаті вимірювання відбувається порівняння об'єктів за певними властивостями;

- Порівняння — одночасне виявлення співвідношення та оцінка загальних для двох або більше об'єктів властивостей або ознак;

- Опис — фіксація засобами природної чи штучної мови відомостей про об'єкти і явища.

Інформація, отримана за допомогою емпіричних методів, зазнає статистичної обробки. ПІсля цього науковці можуть робити певні узагальнення. Одержана інформація має бути верифікованою, тож науковці зобов'язані детально описати джерела інформації та використані методи.

### Теоретичне знання
Емпіричне знання саме собою рідко може вичерпно пояснити певне явище. Таке знання малоевристичне, тобто воно не відкриває нових можливостей наукового пошуку. Саме тому необхідний теоретичний рівень знання, на якому одержані емпіричні дані вписуються в певну систему. Водночас без певних теоретичних засад неможливо почати жодне емпіричне дослідження.
Таким чином, суть теоретичного знання — опис, пояснення і систематизація процесів і закономірностей, виявлених емпіричним шляхом, а також спроба цілісного охоплення дійсності.
Основні методи теоретичного знання це:
- Формалізація — побудова абстрактних моделей, які мають пояснити суть досліджуваних явищ;
- Аксіоматизація — теоретична побудова на основі аксіом, тобто тверджень, істинність яких доводити не потрібно;
- Гіпотетико-дедуктивний метод — побудова дедуктивно пов'язаних між собою гіпотез, які пояснюють емпіричні факти.

Основні компоненти теоретичного знання це:
- Проблема — форма знання, змістом якого є те, що ще не пізнане, але що потрібно пізнати, тобто це знання про незнання, питання, що виникло в ході пізнання і вимагає відповіді; проблема включає два основних етапи руху пізнання — постановку і рішення.
- Гіпотеза — форма знання у вигляді припущення, сформульованого на основі низки фактів. Гіпотетичне знання має імовірнісний, а не достовірний характер і вимагає перевірки, обґрунтування. Доведені гіпотези стають теорією, тоді як інші видозмінюються, уточнюються й конкретизуються, а ще інші відкидаються як помилкові. Вирішальним критерієм істинності гіпотези є практика у всіх своїх формах, тоді як логічний (теоретичний) критерій істини відіграє допоміжну роль.
- Теорія — знання, яке дає цілісне відображення закономірних та істотних зв'язків в певній галузі дійсності. Теорія будується з метою пояснення об'єктивної реальності. Головне завдання теорії - опис, систематизація і пояснення всіх наявних емпіричних даних. Проте теорія не описує безпосередньо навколишню дійсність. При формулюванні теорії дослідники оперують ідеальними об'єктами, які на відміну від реальних, характеризуються не нескінченною, а обмеженою кількістю властивостей.

Теоретичний рівень знання має дві складові — фундаментальні теорії та теорії, які описують конкретну область реальності, спираючись на відповідні фундаментальні теорії.